# Tears Dry on Their Own
„Tears Dry on Their Own” је песма енглеске кантауторке Ејми Вајнхаус. Издата је као четврти сингл са албума „Back to Black”.

## Видео-спот
Видео-спот је сниман 22. маја 2007. у Холивуду, а режирао га је Дејвид Лашапел (енгл. David LaChapelle). Сачињен је од две главне сцене — оне у којој је Вајнхаусова у хотелској соби и оне у којој се шета улицом у пратњи проститутки, гојазних људи, транвестита, полицајаца, мушкараца голих до појаса, стараца и других људи.

## Издања
Сингл на компакт-диску у УК
1. (3:06)
2. (2:31)
3. ; 6:42)
4. ; 7:00)

Ограничено издање на грамофонској плочи
од 7 инча у УК
- Страна А

1. (3:06)

- Страна Б

1. ; 4:39)

Сингл од 12 инча у УК
- Страна А

1. ; 6:42)

- Страна Б

1. ; 7:00)
2. (3:06)

## Пласман на топ-листама
| Топ-листа                                  | Пласман |
| ------------------------------------------ | ------- |
| Топ-листа синглова у Уједињеном Краљевству | 16      |
| Сверигетоплистан                           | 24      |
| Топ-листа синглова у Ирској                | 26      |
| Махас денс чарт                            | 38      |
| Топ-листа синглова у Португалу             | 39      |
| Сједињене Америчке Државе                  | 40      |
| Јурочарт хот 100 синглс                    | 49      |
| Мидија контрол чартс                       | 56      |
| Ромејнијан топ 100                         | 70      |